# Piet Engelen
Piet Engelen (Tegelen, 26 februari 1937 – Steyl, 23 november 1994) was een Nederlands profvoetballer die doorgaans als aanvaller speelde.

## Loopbaan
Engelen verruilde als jeugdspeler in 1954 SC Irene voor VVV waar hij een jaar later een profcontract tekende. Bij gebrek aan speeltijd keerde hij weer terug naar SC Irene waarmee hij in 1959 onder leiding van trainer József Veréb kampioen werd van de Eerste klasse F, destijds het hoogste amateurniveau in Nederland. Toen Veréb enkele maanden later aan de slag ging als trainer van bij tweededivisionist Enschedese Boys, maakte Engelen dezelfde overstap. Deze transfer leverde VVV nog een geldbedrag op van 3.000 gulden. In zijn eerste seizoen scoorde hij vier doelpunten in 18 competitiewedstrijden voor Enschedese Boys dat na een 2-0 zege in een beslissingswedstrijd tegen Heerenveen promotie afdwong naar de Eerste divisie. In zijn tweede seizoen gaf de nieuwe trainer Bas Paauwe de voorkeur aan zijn nieuwe aankoop Abe Lenstra. Pas in de slotfase van de competitie kwam Engelen, mede dankzij een blessure van Lenstra, weer in aanmerking voor een plek in het eerste elftal. Na afloop van het seizoen keerde de aanvaller terug naar de amateurs. Daar kwam hij opnieuw uit voor SC Irene en later RFC Roermond waar hij samenspeelde met plaatsgenoot Hans van Bentum. Beide Tegelenaren keerden in 1971 terug op het oude nest bij SC Irene. Engelen overleed in 1994 op 57-jarige leeftijd.

## Profstatistieken
| Seizoen | Club            | Competitie       | Competitie | Competitie | Beker | Beker | Play-off | Play-off | Totaal | Totaal |
| Seizoen | Club            | Competitie       | Wed.       | Dlp.       | Wed.  | Dlp.  | Wed.     | Dlp.     | Wed.   | Dlp.   |
| ------- | --------------- | ---------------- | ---------- | ---------- | ----- | ----- | -------- | -------- | ------ | ------ |
| 1955/56 | VVV             | Hoofdklasse A    | 0          | 0          | —     | —     | —        | —        | 0      | 0      |
| 1959/60 | Enschedese Boys | Tweede divisie B | 18         | 4          | —     | —     | 1        | 0        | 19     | 4      |
| 1960/61 | Enschedese Boys | Eerste divisie A | 5          | 2          | ?     | 0     | —        | —        | ?      | 2      |
| Totaal  | Totaal          | Totaal           | 23         | 6          | 0     | 0     | 0        | 0        | ??     | 6      |